# Championnats du monde de judo toutes catégories 2008
Navigation
Édition suivante
La première édition des championnats du monde de judo toutes catégories se déroule les 20 et 21 décembre 2008 à Levallois-Perret en France.

## Résultats
| Hommes | Femmes |
| 1 • France Teddy Riner 2 • Russie Alexander Mikhaylin 3 • Pologne Grzegorz Eitel (en) 3 • France Matthieu Bataille 5 • Pays-Bas Grim Vuijsters (nl) 5 • Hongrie Barna Bor 5 • France Pierre-Alexandre Robin 5 • Pologne Janusz Wojnarowicz | 1 • Chine Tong Wen 2 • Russie Ielena Ivachtchenko 3 • Japon Megumi Tachimoto 3 • Japon Mika Sugimoto 5 • France Eva Bisseni 5 • Allemagne Katrin Beinroth (en) 5 • Chine Qin Qian 5 • Espagne Alicia Alonso |
| Résultat détaillé : Tableau Masculin | Résultat détaillé : Tableau Féminin |

## Tableau des médailles
| Rang  | Nation  | Or | Argent | Bronze | Total |
| ----- | ------- | -- | ------ | ------ | ----- |
| 1     | France  | 1  | 0      | 1      | 2     |
| 2     | Chine   | 1  | 0      | 0      | 1     |
| 3     | Russie  | 0  | 2      | 0      | 2     |
| 4     | Japon   | 0  | 0      | 2      | 2     |
| 5     | Pologne | 0  | 0      | 1      | 1     |
| Total | Total   | 2  | 2      | 4      | 8     |